# Dildo
Dildo je engleski naziv za umjetni penis, a koristi se uglavnom za masturbaciju. Prvi arheološki nalazi iz poliranog kamena procjenjuju se na 2500 godina prije Krista iz doba Rimskoga Carstva. Nakon izuma plastike došlo je do proizvodnje plastičnih dildā, a tijekom sedamdesetih godina dvadesetog stoljeća počinju se širiti dilda od lateksa. 

## Vrste dilda

### Strap-ondildo
Jedna od vrsti dilda je strap-on. Od ostalih dilda se razlikuje po tome što ga se koristi za penetraciju druge osobe, a ne samoga sebe. Razlikuje se ženski strap-on i muški strap-on. Ženski strap-on je iznutra popunjen te ga se koristi pri lezbijskom seksu ili pri peggingu. Muški strap-on je iznutra šupalj kako bi muškarac u njega mogao umetnuti svoj penis. Koristi ga se za dobivanje većeg uda za penetraciju ili pri nemogućnosti erekcije. 
Za žene postoji i dvostruki strap-on koji istovremeno penetrira osobu koja ga nosi i osobu koju se penetrira. Za muškarce postoji strap-on za dvostruku penetraciju kojega se priveže u blizini penisa kako bi muškarac mogao istovremeno penetrirati ženu vaginalno i analno.

### Dvostruki dildo
Dvostruki dildo se koristi pri lezbijskom seksu.

## Galerija
- Strap-on dildo
- Lezbijski par pri upotrebi strap-on dilda
- Žena sa strap-on dildom
- Dvostruki dildo
- Lezbijski par pri korištenju strap-on dilda
- Ženski strap-on dildo da dvostruku penetraciju